# Commissariato per la liquidazione degli usi civici
Il Commissariato agli usi civici, o meglio Commissario per la liquidazione degli usi civici, in Italia è un magistrato speciale, istituito dalla legge 16 giugno 1927, n. 1766, con il compito di regolare i conflitti in materia di legislazione degli usi civici.
Visti in principio come un elemento di arretratezza da eliminare - da cui il nome dell'allora istituendo organo - oggi si dà maggior risalto alla tutela che tale giudice deve assicurare all'ambiente ed al paesaggio, oltre che alle funzioni economiche che - nell'ambiente rurale - gli usi civici possono ancora rivestire.

## Storia
Il Commissario per la liquidazione degli usi civici venne istituito dalla legge 16 giugno 1927, n. 1766, col compito precipuo di liquidare gli usi demaniali e civici insistenti sui terreni privati mediante la cessione alle comunità utenti di una porzione delle terre gravate. Infatti, in quell'epoca le servitù collettive gravanti sulle proprietà fondiarie detti anche usi civici erano viste con un particolare sfavore, come un retaggio medioevale che impediva lo sviluppo dell'agricoltura moderna. Venne pertanto prevista l'istituzione di questo particolare organo, per regolare la liquidazione degli usi civici o, come si esprime il legislatore, per l'affrancazione dei fondi, con forti poteri inquisitori sia di tipo giurisdizionale che amministrativo.
Diversa, invece, è la destinazione data dalla legge 16 giugno del 1927 ai diritti civici esercitati sulle terre comunali e frazionali, che (art. 12) devono essere riordinati e conservati se dette terre abbiano natura silvopastorale. In tal caso, le terre restano soggette ad un regime di inalienabilità, inusucapibilità, indivisibilità simile a quello delle terre del demanio pubblico, e tutelate anche nei loro aspetti naturalistici da un vincolo di destinazione.
Nel caso, invece, in cui le terre siano convenientemente utilizzabili per le colture agrarie, si prevedeva la dazione delle stesse in enfiteusi ai coltivatori.
Il modello cui il legislatore del 1927 si era riferito era quello dei commissari ripartitori istituiti, nel Regno di Napoli, nel quadro dell'eversione della feudalità, a partire dall'inizio del XIX secolo
Diverse erano state, nel periodo precedente al 1927, le scelte istituzionali per affrontare il problema in altre zone d'Italia. Ad esempio, in Sardegna, con legge del 1865, si era forzatamente eliminato l'istituto di maggiore estensione, gli ademprivi sardi che interessavano una superficie di 700.000 ettari. Ancor prima, nel 1820, l'editto delle chiudende aveva stabilito il diritto dei proprietari sardi di escludere il diritto degli aventi diritto agli usi civici, presentando domanda al Prefetto, il quale nella sua qualità d'Intendente, sentito, in Consiglio raddoppiato, il voto delle comunità interessate, procederà secondo le norme, che saranno stabilite.
Con la legge del 1927 si è, invece, prevista la figura di un apposito commissario, che deteneva in sé, come si è detto, sia i poteri amministrativi che quelli giurisdizionali. Con l'istituzione delle Regioni a statuto ordinario negli anni settanta, venne deciso il trasferimento dei poteri amministrativi del Commissario a questi nuovi enti locali, lasciando, tuttavia, intatto il potere giurisdizionale, con il DPR 24 luglio 1977 n. 616.
L'articolo 5 della legge n. 491 del 1993 trasferisce le competenze in materia di commissariati agli usi civici esercitate dal Ministero dell'Agricoltura e delle Foreste al Ministero della Giustizia, per la soppressione del primo dicastero in seguito a referendum. Resta comunque in vigore, per le parti non modificate dalle norme citate, la legge 1766 del 16 giugno 1927.

## Funzioni ed organizzazione
Le funzioni dei Commissari sono delineate dalla Legge 16 giugno 1927, n. 1766. Essa concerne, come predetto, la tutela degli usi civici, la risoluzione dei conflitti su di essi, sui demani comunali e i domini collettivi, nonché la liquidazione degli usi civici su terre private, sulla destinazione delle terre di originaria appartenenza di comunità o pervenute a comuni, frazioni, associazioni in seguito ai vari procedimenti previsti dalla stessa normativa.
La struttura dei Commissari è parificata a quella di sezione specializzata di Corte d'appello, ove ha sede. I commissari, infatti, sono magistrati con grado non inferiore a quello di Corte d'Appello.

## Competenza territoriale
La competenza territoriale dei Commissariati, che ha subito diverse modifiche dal tempo della loro istituzione, coincide oggi, a seconda dei casi, con il territorio di una, due o tre Regioni. Attualmente i Commissariati agli usi civici sono quattordici:
- di Piemonte e Liguria, competente anche per la Valle d'Aosta, con sede a Torino;
- della Lombardia, con sede a Milano;
- delle province venete, con sede a Venezia;
- di Trento e Bolzano, con sede a Trento;
- del Friuli-Venezia Giulia, con sede a Trieste;
- dell'Emilia-Romagna e Marche, con sede a Bologna;
- di Lazio, Toscana e Umbria, con sede a Roma;
- degli Abruzzi, con sede all'Aquila;
- di Campania e Molise, con sede a Napoli;
- della Puglia, con sede a Bari;
- della Basilicata, con sede a Potenza;
- delle Calabrie, con sede a Catanzaro;
- della Sicilia, con sede a Palermo;
- della Sardegna, con sede a Cagliari.

## Giurisdizione d'appello
Le sentenze dei Commissari agli usi civici possono essere appellate esclusivamente di fronte:
- alla Sezione specializzata per gli usi civici della Corte d'Appello di Palermo, se provengono dal Commissariato per la Sicilia;
- alla Sezione specializzata per gli usi civici della Corte d'Appello di Roma, se provengono dagli altri tredici Commissariati.

## L'ambito amministrativo
A norma dell'art. 66 del DPR n. 616/1977, le funzioni amministrative già del Commissario agli usi civici sono trasferite alle Regioni. Da tale data, pertanto, esse non sono più esercitate dai commissari, con la sola eccezione del commissario di Trieste, ma dal dirigente dell'ufficio regionale competente secondo l'ordinamento interno di ciascuna Regione. In alcune regioni è in atto il rilancio dell'istituto, rivisto come una possibilità di un miglior utilizzo dei beni demaniali, non più inteso solo in senso di fonte di reddito, ma anche come modo di conservazione dell'ambiente e dei valorizzazione delle tradizioni del mondo rurale.